# Żarłacz srebrnopłetwy
Żarłacz srebrnopłetwy, żarłacz białobrzegi, żarłacz białobrzeżny (Carcharhinus albimarginatus) – gatunek dużego rekina z rodziny żarłaczowatych (Carcharhinidae). Występuje w tropikalnych wodach wszystkich oceanów, u wschodnich i południowo-zachodnich wybrzeży Oceanu Spokojnego, na środkowym zachodzie Oceanu Atlantyckiego oraz w wodach Oceanu Indyjskiego. Najczęściej spotykany w pobliżu raf koralowych. Zamieszkuje wody o głębokości 30-800 metrów wzdłuż górnych krawędzi szelfów kontynentalnych. Posiada dobrze zbudowany tułów typowy dla przedstawicieli rodzaju Carcharhinus, szeroką wydłużoną głowę z dużym otworem gębowym oraz dużą heterocerkiczną płetwę ogonową z trójkątnym fałdem skórnym na końcu górnego łuku. Cechą charakterystyczną tego gatunku są śnieżnobiałe tylne krawędzie płetw (z wyjątkiem ciemnej drugiej płetwy grzbietowej). Osiąga maksymalnie 3 m długości przy wadze 160 kg.
Podobnie jak inne żarłaczowate, jest żyworodny. Kopulacja odbywa się za pomocną pterygopodium, narządu płciowego samca. Samica co dwa lata rodzi od 1 do 11 mierzących 65–80 cm młodych po 12-miesięcznej ciąży. Dieta żarłacza srebrnopłetwego składa się głównie z wszelkiego rodzaju ryb kostnoszkieletowych, w mniejszym stopniu ryb chrzęstnoszkieletowych, głowonogów, skorupiaków, a nawet delfinów. Młode osobniki żywią się krewetkami i drobnymi rybami. Rekin ten pływa najczęściej samotnie lub w małych skupiskach. Podobnie jak żarłacz galapagoski (C. galapagensis) i żarłacz czarnopłetwy (C. limbatus) jest agresywnie usposobiony. Jest niebezpieczny dla człowieka, na co wskazują liczne doniesienia o atakach ze strony tego gatunku. Poławia się go na całym świecie w celach handlowych. Cenione są zwłaszcza jego płetwy, ale również mięso, skóra, olej z wątroby i szczęki. Przez Międzynarodową Unię Ochrony Przyrody (IUCN) wpisany został do Czerwonej księgi gatunków zagrożonych jako gatunek bliski zagrożenia (NT).

## Taksonomia i filogenetyka
Żarłacza srebrnopłetwego opisał po raz pierwszy niemiecki zoolog Eduard Rüppell w 1837 roku jako Carcharias albimarginatus w książce Fische des Rothen Meeres (Ryby Morza Czerwonego). Późniejsi autorzy przenieśli ten gatunek do rodzaju Carcharhinus. Epitet gatunkowy pochodzi od łacińskiego „albus” oznaczającego „biały” i „marginatus” znaczącego „obrzeżony, obramowany”. Okazem typowym (holotyp) wyłowionym w 1960 roku nieopodal przylądka Ras Muhammad w Morzu Czerwonym był młody samiec mierzący 103 cm długości. Na podstawie morfologicznych podobieństw budowy, kształtów zębów i kręgów, Jack Garrick w 1982 roku uznał, że jest to siostrzany takson kladu, który tworzą żarłacz rafowy (C. amblyrhynchos) i C. wheeleri (uznawane obecnie za jeden gatunek). Analizy filogenetyczne przeprowadzone w 1992 roku na podstawie danych allozymyowych, opublikowane niezależnie przez Gavina Naylora i Shane Lavery, potwierdziły słuszność tego założenia. W 1988 roku Leonard Compagno, opierając się na badaniach fenetycznych, umieścił C. albimarginatus w „grupie obscurus” razem z żarłaczem galapagoskim (C. galapagensis), żarłaczem białopłetwym (C. longimanus), żarłaczem brunatnym (C. plumbeus), żarłaczem ciemnoskórym (C. obscurus) i Carcharhinus altimus.

## Występowanie i środowisko
Gatunek ten występuje w tropikalnych wodach wszystkich oceanów, u wschodnich i południowo-zachodnich wybrzeży Oceany Spokojnego, na środkowym zachodzie Oceanu Atlantyckiego oraz w wodach Oceanu Indyjskiego. Na Atlantyku spotykany jest w Zatoce Meksykańskiej, Morzu Karaibskim – wokół Kajmanów, Bahamów, Małych i Wielkich Antyli, w Cieśninie Jukatańskiej i Cieśninie Florydzkiej. Na wschodzie Pacyfiku zamieszkuje wody u wybrzeży Półwyspu Kalifornijskiego (na południe od Guerrero Negro), południowego Meksyku, Gwatemali, Panamy, Kolumbii i Ekwadoru oraz wody wokół Archipelagu Revillagigedo, Archipelagu Galapagos, Wyspy Kokosowej, Wyspy Clippertona i Wyspy Guadalupe. W Oceanii występuje w wodach Mikronezji, Vanuatu, Wysp Marshalla, Wysp Admiralicji, Nowych Hebrydów, Marianów Północnych, Markizów, wokół Nowej Kaledonii, Wyspy Bożego Narodzenia, Palau, Tuvalu, na wschodzie Australii i Nowej Gwinei oraz w Morzu Filipińskim.

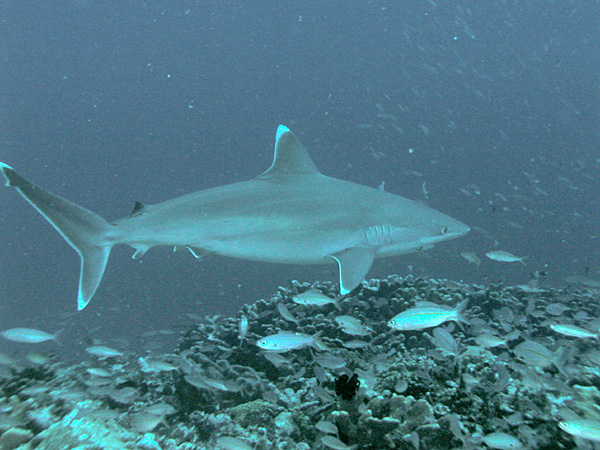
Żarłacz srebrnopłetwy najczęściej spotykany jest na rafach

Na zachodzie Oceanu Indyjskiego spotkać go można w wodach u wybrzeży wschodniej Afryki (od somalijskiego Mogadiszu na północy po stolicę Mozambiku Maputo na południu), wokół Madagaskaru, Komorów, Seszeli, Amirantów, Wysp Aldabra, Zanzibaru, Maskarenów, Wysp Czagos i Cargados Carajos. Na północy pospolity jest w Morzu Czerwonym, Zatoce Adeńskiej, Zatoce Bengalskiej, u wschodnich wybrzeży Indii, wokół Cejlonu, Andamanów, Nikobarów, Lakszadiwów i Malediwów. Na wschodzie rozpowszechniony w Morzu Andamańskim, Morzu Południowochińskim, Morzu Wschodniochińskim, w indonezyjskich morzach Celebes, Banda, Jawajskim, Mindanao, Sulu, Seram, Sawu i Flores, w wodach Cieśniny Makasarkiej, u wybrzeży południowej Sumarty i Jawy. Na północy Australii widywany od Steep Point na zachodzie poprzez Morze Arafura, Morze Timor i Zatokę Karpentaria po Cieśninę Torresa u północnych krańców Półwyspu Jork na zachodzie.
Żarłacz srebrnopłetwy preferuje ciepłe płytkie wody wokół górnych krawędzi szelfów kontynentalnych i półek wyspowych o głębokości 30–800 m (zazwyczaj 30–100 m). Młode przebywają w wodach dużo płytszych, z wiekiem przenoszą się w głębsze rejony. Występuje zarówno przy dnie, jak w toni wodnej i przy powierzchni. Najczęściej zamieszkuje atole, rafy koralowe, choć spotykany jest również na obszarach o równym mulistym lub piaszczystym dnie.

## Cechy morfologiczne

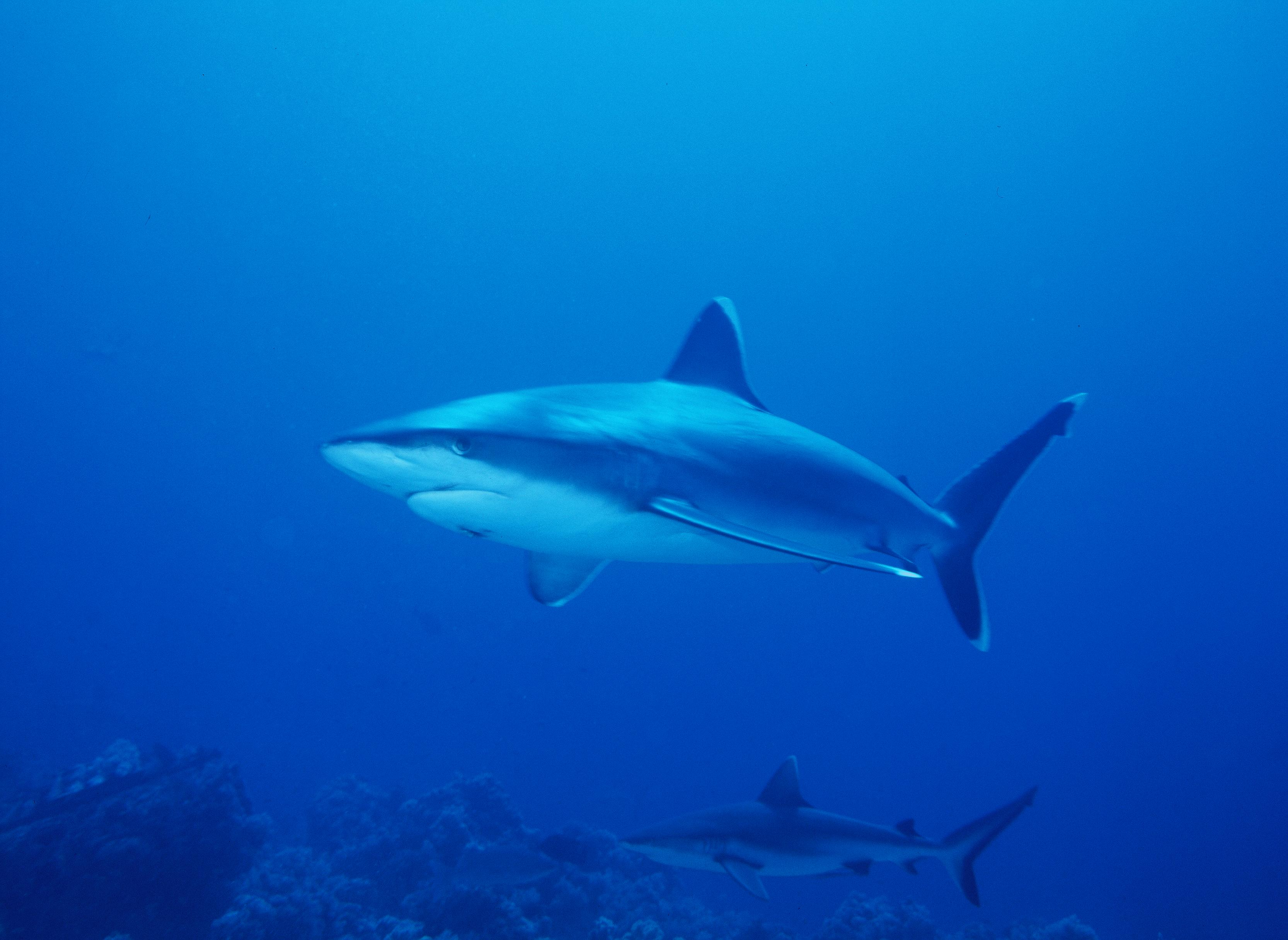
C. albimarginatus posiada długie i szerokie płetwy piersiowe

Rekin ten posiada typowy dla rodzaju Carcharhinus dobrze zbudowany wydłużony korpus. Wydłużona szeroka głowa posiada ostro zakończony pysk ze stosunkowo dużym U-kształtnym otworem gębowym. W szczękach mieści się od 12 do 14 rzędów zębów. Pierwszy z nich ułożony jest pionowo, a każdy kolejny coraz bardziej pochylony ku tyłowi. Trzon górnych zębów jest masywny i trójkątny o piłkowanych krawędziach po obu stronach, podstawa jest szeroka, bocznie spłaszczona. Mniejsze dolne zęby posiadają delikatnie ząbkowane ostre krawędzie i szerszą podstawę o chropowatej tylnej powierzchni. W razie utraty któregoś z zębów na jego miejsce przesuwa się następny z kolejnego rzędu. Wydłużone nozdrza osadzone po bokach spodu pyska posiadają małe trójkątne fałdy skórne. Duże, okrągłe oczy wyposażone są w fałdy półksiężycowate spojówek (ochraniające migotkę). Za nimi znajdują się niewielkie owalne tryskawki. Rekin ten posiada pięć niedużych równych szczelin skrzelowych. Dwie ostatnie pary umiejscowione są za proksymalną krawędzią płetw piersiowych. Na spodzie pyska widoczne są liczne elektroreceptory zwane ampułkami Lorenziniego.

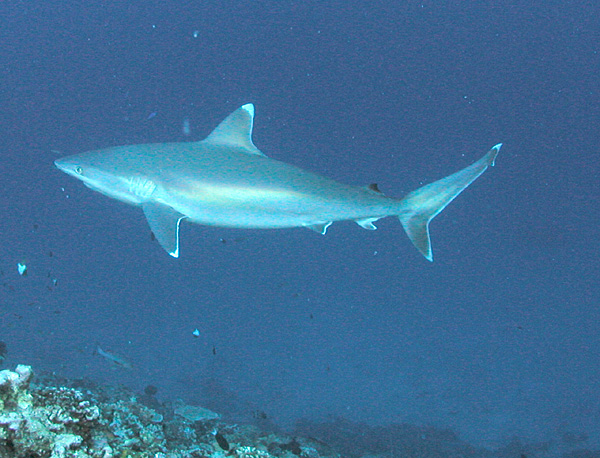
Charakterystyczną cechą tego rekina są białe krawędzie płetw

Tępo zakończona pierwsza stosunkowo niska płetwa grzbietowa ma długą wolną dalszą końcówkę. Kształtem przypomina łagodnie wygięty ku tyłowi sierp. Jej przednia krawędź leży dokładnie nad tylną krawędzią podstawy płetw piersiowych. Mała druga płetwa grzbietowa ma romboidalny kształt i wąską podstawę. Umiejscowiona jest nad płetwą odbytową. Pomiędzy płetwami grzbietowymi występuje wyraźny międzygrzbietowy łuk. Ostro zakończone płetwy piersiowe są długie i szerokie, z mocno zagiętą dystalną krawędzią. Proporcjonalnie duże płetwy brzuszne, podobnie jak druga płetwa grzbietowa, mają romboidalny kształt, lecz dużo szerszą podstawę. U samca z części płetw brzusznych wykształcił się narząd kopulacyjny zwany pterygopodium. Płetwa odbytowa jest większa od drugiej płetwy grzbietowej. Posiada zaokrągloną, mocno wygiętą ku tyłowi dolną i ostrą wolną górną końcówkę. Na końcu ogona mieści się długa, heterocerkiczna, asymetryczna płetwa ogonowa. Na końcu jej górnego łuku, kilkukrotnie dłuższego od dolnego, mieści się szeroki wydłużony fałd skórny poprzedzony wyraźnym sierpowatym wcięciem. Skórę pokrywają romboidalne połyskujące łuski plakoidalne. Grzbiet rekina cechuje się błękitną, jasnoszarą lub ciemnoszarą barwą. Spód, boki oraz tył korpusu są nieco jaśniejsze. Cechą charakterystyczną tego gatunku (podobnie jak u żarłacz białopłetwego) są śnieżnobiałe szerokie tylne krawędzie pierwszej płetwy grzbietowej, płetwy odbytowej, płetwy ogonowej, płetw piersiowych i brzusznych (stąd pochodzi zarówno łacińska nazwa naukowa, jak i polska nazwa zwyczajowa). Końcówka drugiej płetwy grzbietowej jest ciemnego koloru, najczęściej czarnego. Dorosłe osobniki osiągają zazwyczaj 2-2,5 m (maksymalnie 3 m) długości przy masie do 160 kg. Wielkość jest cechą dymorfizmu płciowego, samice są większe od samców.

## Ekologia i zachowanie

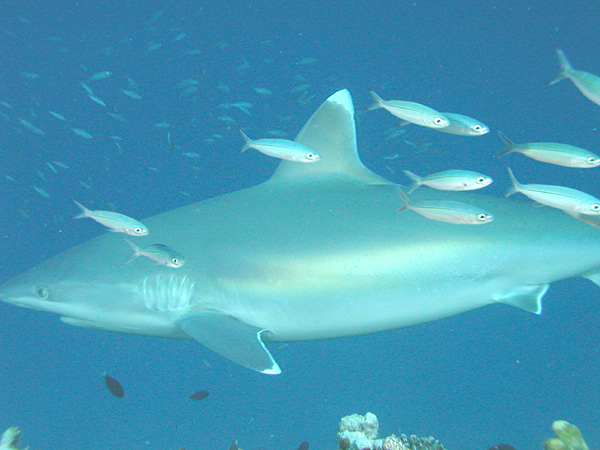
Żarłacz srebrnopłetwy na rafie w okolicy wyspy Nowy Hanower (Papua-Nowa Gwinea)

Na większości obszarów występowania żarłacze srebrnopłetwe odbywają ciągłe migracje, choć na niektórych terenach (w tym w wodach Wysp Marshalla i Wysp Galapagos) prowadzą osiadły tryb życia. Spotykane są najczęściej samotnie lub w małych skupiskach (w szczególności w przypadku samic). Wraz z blisko spokrewnionymi żarłaczami rafowymi (C. amblyrhynchos) tworzą niekiedy międzygatunkowe grupy. Poszczególne osobniki zachowują się agresywnie w stosunku do siebie. Często dochodzi do walk, niekiedy kończących się śmiercią jednego z rywali lub obu ryb. Konkurują o pożywienie z równie agresywnymi żarłaczami galapagoskimi (C. galapagensis) i żarłaczami czarnopłetwymi (C. limbatus). Na otwartych wodach udokumentowano grupy dorosłych C. albimarginatus podążające za delfinami z rodzaju Tursiops oraz rybami. Pojedyncze sztuki wędrują z rybami pilotami (Naucrates ductor).
Podobnie jak żarłacze rafowe i żarłacze karaibskie (C. perezi) w przypadku zagrożenia żarłacze srebrnopłetwe zmieniają swoje zachowanie. Stają się chaotyczne, zaczynają gwałtowniej pływać, mocno wyginają grzbiet na boki, podnoszą głowę oraz wyciągają płetwy piersiowe ku dołowi. Niekiedy napinają się, wyginając ogon ku dołowi i rozpościerając płetwy piersiowe. Takie działanie poprzedza najczęściej atak na przeciwnika lub ucieczkę. Wśród pasożytów tego gatunku wyróżnia się widłonogi (Alebion carchariae, Alebion gracilis i Pandarus katoi) i równonogi (Gnathia trimaculata). W pozbyciu się parazytów pomagają rekinowi ryby z gatunku Elagatis bipinnulata.

### Odżywianie

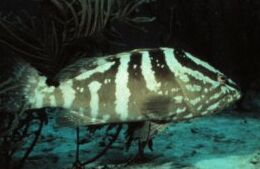
Strzępielowate często padają ofiarą żarłacza srebrnopłetwego

Dieta żarłacza srebrnopłetwego składa się głównie z żyjących zarówno przy powierzchni, jak i przy dnie ryb kostnoszkieletowych, jak strzępielowate, makrelowate (Gasterochisma, Sarda, Scomber i Thunnini), gempylowate, świetlikowate, ptaszorowate (Fodiator i Prognichthys), wargaczowate, solowate, luszczowate (Plectorhinchus), lucjanowate i wiciakowate. Niekiedy żywi się również rybami chrzęstnoszkieletowymi, w tym mantowatymi, orleniowatymi, rajowatymi, mniejszymi rekinami (C. limbatus i C. amblyrhynchos), także własnego gatunku (kanibalizm) oraz skorupiakami (krabami, krewetkami i równonogami) i głowonogami (ośmiornicami i kałamarnicami). Odnotowano przypadki ataków na delfiny i żółwie morskie. Młode osobniki żywią się krewetkami i drobnymi rybami. Dzięki heterodontycznemu uzębieniu (odmiennemu w obu szczękach) i szybkim bocznym ruchom pyska ryba ta bez problemu chwyta ofiarę oraz odgryza i wyrywa duże kawałki mięsa. Atakuje błyskawicznie dzięki silnemu ogonowi i dużej płetwie ogonowej. Obserwowano osobniki podkradające zdobycz innym gatunkom rekinów. Poza obecnością krwi w wodzie rekina tego przyciągają również dźwięki o niskich częstotliwościach, przez co często obserwuje się te zwierzęta w pobliżu statków.

### Cykl życiowy
Podobnie jak inne żarłaczowate, jest żyworodny. Samce dojrzewają płciowo przy długości 1,6–1,8 lub 1,9-2,0 m, samice zaś po osiągnięciu 1,7-2,0 m. Gody mają miejsce od maja do lutego lub w sierpniu, w zależności od położenia geograficznego. W tym okresie pobudzone samce uporczywie próbują doprowadzić do kopulacji, często w sposób agresywny, gryząc samicę w okolicy płetwy grzbietowej. Jest to typowe zachowanie dla żarłaczowatych. Z tego powodu często spotyka się blizny na grzbiecie samic. Kopulacja odbywa się za pomocą pterygopodium, narządu wykształconego z dystalnych fragmentów płetw brzusznych samców. Embriony w ciele matki zużywają zapasy żółtka z pęcherzyka żółtkowego, który później łączy się ze ścianą macicy, tworząc tzw. łożysko żółtkowe, dzięki któremu dostarczane jest pożywianie z organizmu matki. Po trwającej około 12 miesięcy ciąży samica rodzi od 1 do 11 młodych (zwykle 5-6). Liczba młodych zależy od rozmiarów matki – im większa samica, tym liczniejszy miot. Według różnych autorów noworodki mierzą 63–68 cm lub 73–81 cm. Przez pierwszych kilka lat młodociane osobniki pozostają w płytkich przybrzeżnych wodach, dużo bezpieczniejszych od otwartej toni głębszych wód. Dzięki temu chronione są lepiej przed atakami drapieżników. W ciągu pierwszego roku młode rosną o 30% (średnio 20 cm). Samice zachodzą w ciążę zwykle co drugi rok. Żarłacze srebrnopłetwe żyją średnio 18-22 lata.

## Relacje z ludźmi

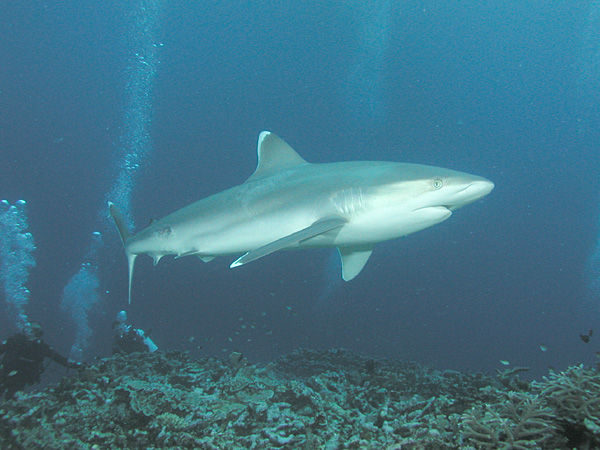
Żarłacze srebrnopłetwe przyciąga obecność ludzi w wodzie

Żarłacz srebrnopłetwy uważany jest za gatunek niebezpieczny dla ludzi z uwagi na duże rozmiary oraz dużą agresję, przejawianą szczególnie w przypadku poszukiwania pokarmu. W obecności nurków rekin ten okazuje dużą ciekawość, podpływając bardzo blisko. W przypadku obecności większej liczby rekinów, żarłacze srebrnopłetwe bardzo często potrafią otoczyć nurkujących ludzi. W jednym z eksperymentów z obecnością przynęty dorosły żarłacz w ataku szału wyrwał nogę manekina ubranego w kombinezon i sprzęt do nurkowania, co dowodzi, że gatunek ten potrafi zadać śmiertelne obrażenia. W 2008 roku International Shark Attack File poinformowała o czterech atakach na ludzi z udziałem tych ryb. Żaden nie okazał się śmiertelny.
Osobniki tego gatunku są poławiane komercyjnie na całym świecie na potrzeby handlu za pomocą sieci skrzelowych lub specjalnych linek z haczykami. Niekiedy znajdowane są jako przyłów. Największe znaczenie gatunek ten ma w wodach Indonezji, Filipin i Indii. Z powodu przełowienia wielkość populacji zachodniego Oceanu Indyjskiego znacznie spadła. Podobna sytuacja ma miejsce również u wybrzeży Australii, Indii oraz Ameryki Środkowej. Najbardziej cenione są płetwy, będące składnikiem zupy z rekina. Wysyła się je do Chin lub na Tajwan. Wykorzystuje się również skórę, mięso, olej z wątroby oraz szczęki. Mięso podawane jest solone lub świeże. Olej z wątroby wykorzystuje się na potrzeby przemysłu farmakologicznego. Szczęki i zęby sprzedawane są jako elementy dekoracyjne lub kolekcjonerskie. Z uwagi na stosunkowo wolne tempo reprodukcyjne oraz duży wpływ rybołówstwa Międzynarodowa Unia Ochrony Przyrody (IUCN) wpisała C. albimarginatus do Czerwonej księgi gatunków zagrożonych jako gatunek bliski zagrożenia (NT), bliski spełnienia kryteriów gatunku narażonego na wyginięcie (VU).